# Нижние Ровни
Нижние Ровни (укр. Нижні Рівні) — село,
Черняковский сельский совет,
Чутовский район,
Полтавская область,
Украина.
Код КОАТУУ — 5325484205. Население по переписи 2001 года составляло 183 человека.
Перепись 2023 года 73 человека 

## Географическое положение
Село Нижние Ровни находится на правом берегу реки Коломак,
выше по течению на расстоянии в 3 км расположено село Гришково (Коломакский район),
на противоположном берегу — пгт Чутово.
На расстоянии в 1 км расположено село Верхние Ровни.
Рядом проходит автомобильная дорога М-03.